# Basicladus
Basicladus é um gênero de mariposa pertencente à família Acrolophidae.